# Linia kolejowa Królewiec – Mamonowo
Linia kolejowa Królewiec – Mamonowo – linia kolejowa w Rosji łącząca stację Kaliningrad Pasażerski ze stacją Mamonowo i granicą państwową z Polską. Zarządzana jest przez Kolej Kaliningradzką (część Kolei Rosyjskich).
Linia położona jest w obwodzie królewieckim. Na całej długości jest niezelektryfikowana. Składa się z jednego toru szerokiego biegnącego z Kaliningradu Pasażerskiego do granicy państwa oraz z jednego toru normalnego biegnącego od przejścia granicznego z Polską do nieleżącej już na linii stacji Dzierżynskaja-Nowaja. Kolej normolnotorowa na odcinku Dzierżynskaja-Nowaja – Gołubiewo biegnie w splocie z torem szerokim. Na pozostałej części linii oba tory leżą równolegle do siebie.
Perony usytuowane są przy linii szerokotorowej. Przy torze normalnym perony znajdują się jedynie w Mamonowie i na przystanku Swietłoje.

## Historia
Linia powstała w XIX w. jako część Pruskiej Kolei Wschodniej (berlińsko-królewieckiej). Początkowo leżała w Niemczech, w latach 1945–1991 w Związku Sowieckim. Od 1991 położona jest w Rosji.